# Xã Colfax, Quận Champaign, Illinois
Xã Colfax (tiếng Anh: Colfax Township) là một xã thuộc quận Champaign, tiểu bang Illinois, Hoa Kỳ. Năm 2010, dân số của xã này là 266 người.